# إيماني لارا لانسيكو
إيماني لارا لانسيكو (بالإنجليزية: Imani-Lara Lansiquot) هي عداءة مسافات قصيرة بريطانية ولدت في يوم 17 ديسمبر 1997 في لندن. أبرز إنجازاتها كان فوزها بالميدالية الفضية في سباق 4*100 متر تتابع في بطولة العالم لألعاب القوى 2019 في الدوحة.